# Denise Westhäusler

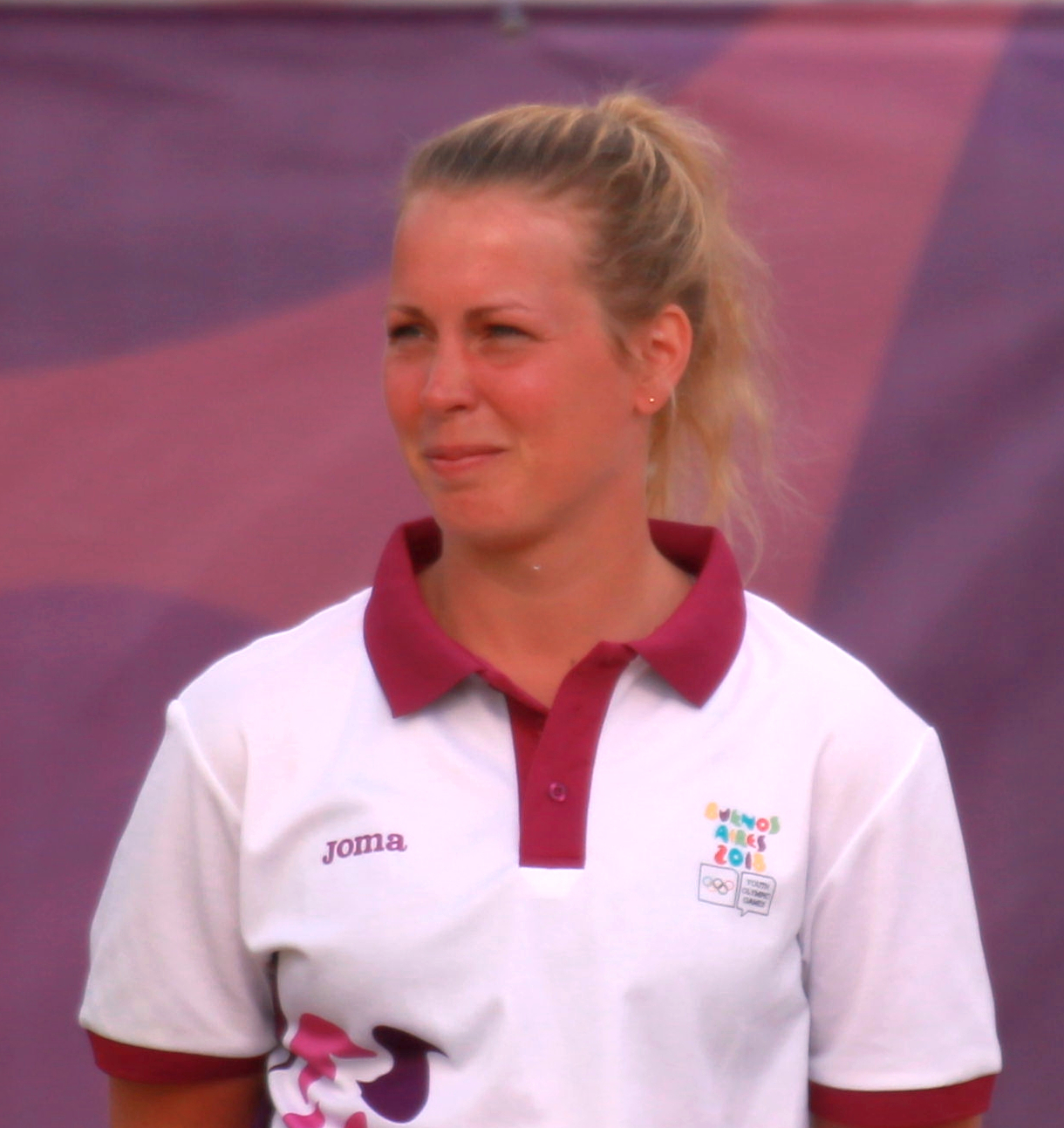
Westhäusler beim Finalspiel der Olympischen Jugendspiele

Denise Westhäusler (* 1988) ist eine deutsche Beachhandball-Funktionärin und ehemalige Trainerin.
2015 wurde Westhäusler in der neu aufgebauten Geschäftsstelle des Berliner Handballverbandes hauptamtliche Mitarbeiterin, zuständig für den Breiten-, Freizeit- und Schulsport. Danach wechselte sie in die Berliner Senatsverwaltung für Bildung, Jugend und Familie, wo sie das Projekt Profivereine machen Schule betreut.
Westhäusler wurde, nachdem Beachhandball durch Präsidiumsbeschluss des Deutschen Handballbundes 2014 wieder als Leistungssport eingeführt wurde, 2015 als Bundestrainerin für die Deutsche Beachhandball-Nationalmannschaft der Frauen berufen. In dieser Zeit betreute sie die Mannschaft bei den Beachhandball-Europameisterschaften 2015 in Lloret de Mar, wo die unerfahrene Mannschaft den 13. und vorletzten Platz belegte. 2017 wurde sie Teamkoordinatorin des DHB und im Verband für den Beachhandball zuständig; Nachfolger als Bundestrainer wurde Nico Kiener.

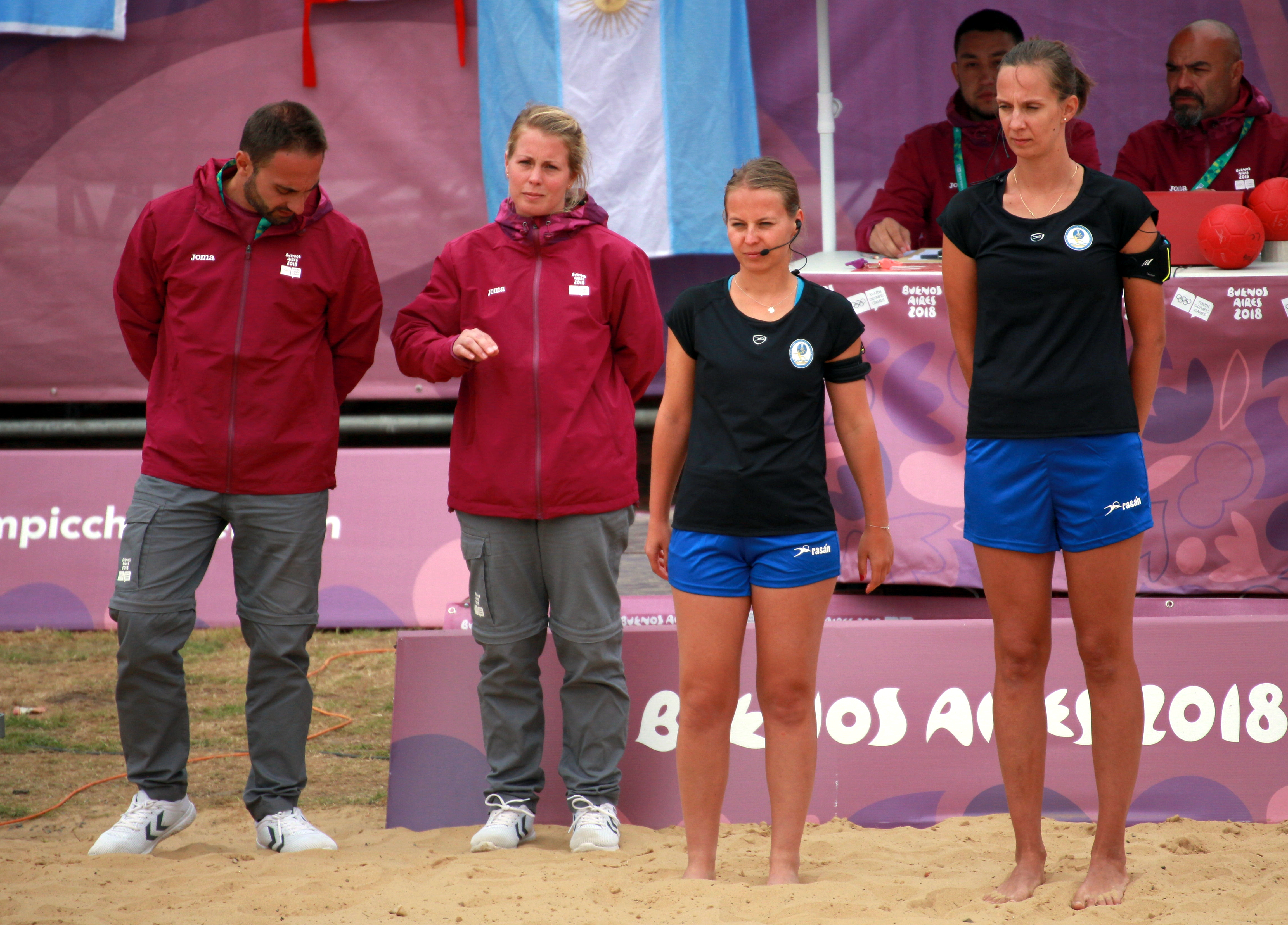
Die Delegierten Ciro Cardone und Denise Westhäusler sowie die Schiedsrichter Edyta Jaworska und Anna Gaweł vor dem Hauptrundenspiel zwischen Ungarn und Argentinien bei den Jugendspielen

Im Mai 2018 absolvierte Westhäusler einen Lehrgang zur EHF-Delegierten, den sie im Rahmen der EBT-Finals 2018 in Stare Jabłonki absolvierte. Da ein vorgesehener Delegierter kurz vor den Olympischen Jugend-Sommerspielen 2018 in Buenos Aires ausfiel, sprang sie kurzfristig als Offizielle ein und war unter anderem im Finale der Mädchen im Einsatz. Danach war sie unter anderem bei den EBT-Finals 2019 in Baia Mare und den Europameisterschaften 2019 in offizieller Funktion im Einsatz.
Für den DHB organisierte Westhäusler zudem die Deutschen Meisterschaften 2019 in Berlin und war Betreuerin für die Mannschaft Beach Berlin.